# دونچو دونف
دونچو دونف (انگلیسی: Doncho Donev؛ زادهٔ ۲۴ ژانویهٔ ۱۹۶۷) بازیکن فوتبال اهل بلغارستان است.
از باشگاه‌هایی که در آن بازی کرده است می‌توان به باشگاه فوتبال دنیزلی اسپور، باشگاه فوتبال لفسکی صوفیه، باشگاه فوتبال بوتو پلوودیو، باشگاه فوتبال لوکوموتیو صوفیه، باشگاه ورزشی ساری‌یر، و باشگاه فوتبال زسکا صوفیه اشاره کرد.
وی همچنین در تیم ملی فوتبال بلغارستان بازی کرده است.